# Cannet
Cannet korábbi község Franciaországban, Gers megyében. Lakosainak száma 54 fő (2018. január 1.). Cannet Saint-Lanne, Cahuzac-sur-Adour, Goux, Maumusson-Laguian és Riscle községekkel határos.
2019. január 1-jén a korábbi Riscle községgel egyesült és az így létrejött Riscle új község része lett.

## Népesség
A település népességének változása:
| Lakosok száma | 67   | 63   | 58   | 55   | 52   | 53   | 53   | 56   | 55   | 54   |
|               | 1968 | 1975 | 1982 | 1999 | 2006 | 2011 | 2013 | 2016 | 2017 | 2018 |